# Una teoría económica de la democracia
Una teoría económica de la democracia (título original en inglés: An Economic Theory of Democracy) es un tratado de ciencia política escrito por Anthony Downs y publicado en 1957.  El libro presenta un modelo con condiciones precisas bajo las cuales la teoría económica puede aplicarse a la toma de decisiones políticas.
El libro también sugiere áreas de investigación empírica que podrían someterse a confirmación empírica, para decidir la validez de dicho modelo. Gran parte de las investigaciones surgidas a partir de estas sugerencias dieron lugar a la escuela de la elección pública. La teoría de Downs se abstiene de hacer recomendaciones normativas sobre políticas públicas y en su lugar se enfoca en la racionalidad de las mismas, dados unos incentivos relevantes.

## Contenido
En el capítulo ocho del libro Downs explica como el concepto de ideología es un concepto clave en su teoría. Dependiendo de la distribución ideológica de los votantes en una sociedad, los resultados electorales pueden ser estables y consensuados o pueden fluctuar de manera importante e incluso conducir a una revolución violenta contra el orden establecido. El número probable de partidos políticos también puede ser predicho si uno considera la estructura electoral. Si los posicionaminetos ideológicos de los votantes se representan en forma de gráfico y este gráfico muestra un único pico, entonces se puede definir quien sería el votante mediano en esa democracia representativa, y los planteamientos de los candidatos y la elección de políticas gravitará hacia los posicionamientos del votantes mediano. Por el contrario, si el gráfico de distribución ideológica presenta dos picos separados, indicando que la mayor parte de votantes están en la extrema derecha o en la extrema izquierda, la converegencia hacia un consenso o equilibrio político es difícil de alcanzar, porque el legislador invariablemente será penalizado simultáneamente por ambos sectores de los electores. Una lista de los puntos clave que Downs trata de probar en su capítulo ocho son:
1. Una democracia bipartidista no puede proporcionar un gobierno estable y efectivo a menos que exista un gran consenso ideológico entre los ciudadanos.
2. Los partidos en un sistema bipartidista cambiarán deliberadamente sus plataformas para asemejarse la una a la otra, mientras que los partidos en un sistema multipartidsta tratarán de parecer ideológicamente diferentes y distinguibles de los demás.
3. Si la distribución de ideologías en ua sociedad permanece constante, su sistema político se moverá hacia una posición de equilibrio en el que los partidos y sus posiciones ideológicas se mantienen estables con el tiempo.
4. Los nuevos partidos pueden tener más éxito si aparecen inmediatametne después de algunos cambios significativos en la distribución ideológica de los votantes.
5. En un sistema bipartidista, es racional para cada partido fomentar la irracionalidad entre los votantes, haciendo que sus plataformas electorales sean más vagas y ambiguas.

Las condiciones bajo las cuales esta teoría se cumple se apuntan en el capítulo 2. Muchas de estas condiciones han sido discutidas por otros autores posteriores. Anticipando algunas de las críticas, Downs cita a Milton Friedman en ese capítulo: “Theoretical models should be tested primarily by the accuracy of their predictions rather than by the reality of their assumptions” (Friedman, 1953).